# Kubatrogon
Der Kubatrogon oder Tocororo (Priotelus temnurus) ist der Nationalvogel Kubas. Sein Gefieder in den Farben Rot, Blau und Weiß entspricht den Farben der kubanischen Nationalflagge. Er ist auf den beiden Inseln der Großen Antillen Kuba und der Isla de la Juventud endemisch.

## Merkmale

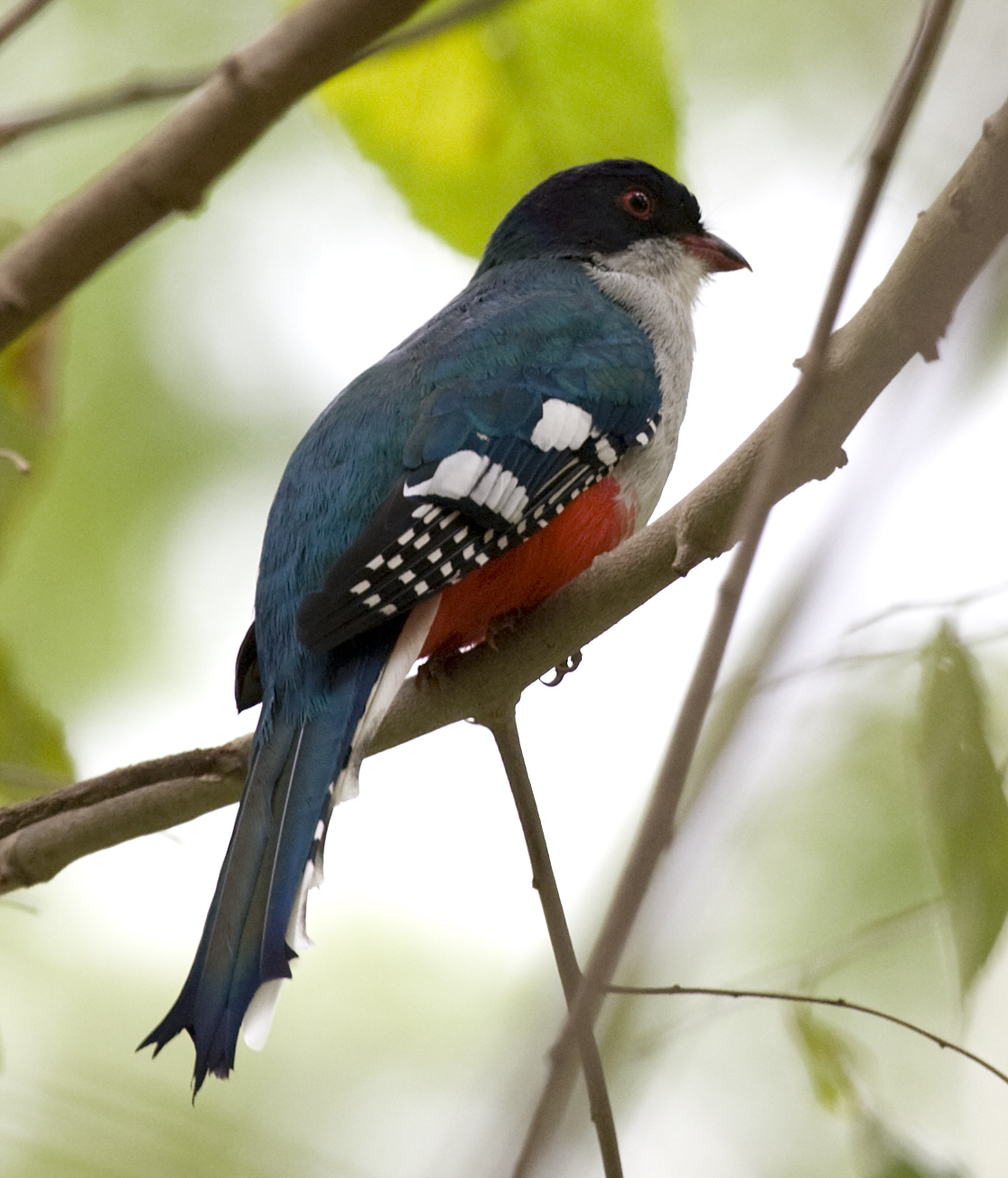

Kubatrogone erreichen 25 bis 28 cm Länge. Männchen und Weibchen sind ähnlich gefärbt. Der Kopf ist im Gegensatz zum ähnlichen Rosentrogon (Priotelus roseigaster) blauviolett mit weißer Kehle. Der kurze und breite Schnabel ist oben düster und unterseits rötlich gefärbt. Die Brust ist mattgrau, der Bauch rot. Der Rücken ist grün, wobei die Flügel auffällige weiße Streifen und Flecken aufweisen. Der Schwanz ist lang, endet gezackt und ist auf der Unterseite überwiegend weiß.
Der Gesang besteht aus einem meist mehrfach wiederholten „toc-coro“ oder „toc co-loro“.

## Lebensweise
Die Art besiedelt trockene und feuchte, bevorzugt schattige Wälder aller Höhenlagen. Sie brütet in Baumhöhlen. Die Gelege bestehen aus 3–4 weißen Eiern.

## Systematik
Es sind zwei Unterarten beschrieben:
- Priotelus temnurus temnurus (Temminck, 1825) kommt auf Kuba vor.
- Priotelus temnurus vescus Bangs & Zappey, 1905 ist auf der Isla de la Juventud verbreitet.

## Bestand und Gefährdung
Angaben zur Größe des Weltbestandes gibt es nicht, die Art ist jedoch relativ häufig und der Bestand wird als stabil angesehen. Sie wird von der IUCN daher insgesamt als nicht gefährdet (least concern) eingestuft.

## Nachweise
1. ↑  National Symbols auf www.cubachannel.com
2. 1 2 3 4  James Bond: A field guide to birds of the West Indies. 5. Auflage. Houghton Mifflin Harcourt, 1993, ISBN 978-0-618-00210-8, S. 139.
3. 1 2  Herbert A. Raffaele, Allan R. Keith: Birds of the West Indies. 2. Auflage. Princeton University Press, 2003, ISBN 978-0-691-11319-7, S. 112.
4. ↑  IOC World bird list Mousebirds, Cuckoo Roller, trogons, hoopoes, hornbills